# Mologa
La Mologa (in russo Молога?) è un fiume della Russia europea centrale (Oblast' di Tver', Novgorod e Vologda), affluente di sinistra del Volga.
Nasce da alcuni bassi rilievi collinari nella parte nordorientale della Oblast' di Tver', dirigendosi dapprima verso est; toccata la cittadina di Bežeck assume direzione mediamente occidentale che diventa settentrionale dopo l'insediamento di Maksaticha. Superata Pestovo riprende direzione orientale, entrando nella Oblast' di Vologda, sfociando poco dopo nel bacino di Rybinsk in corrispondenza del "braccio" di Ves'egonsk. I principali affluenti della Mologa sono la Čagodošča, la Koboža e la Volčina, che confluiscono dalla sinistra idrografica.
La Mologa è gelata, come gli altri fiumi della zona, da novembre a fine aprile/inizio maggio; è navigabile a monte della foce fino a Pestovo.
Presso la confluenza del fiume nel Volga sorgeva, fino agli anni '40 del XX secolo, la cittadina omonima, successivamente sommersa in seguito alla formazione del bacino di Rybinsk.